# Euploea wheeleri
Euploea wheeleri är en fjärilsart som beskrevs av Talbot 1940. Euploea wheeleri ingår i släktet Euploea och familjen praktfjärilar. Inga underarter finns listade i Catalogue of Life.